# فانتازم: مدمر (فلم)
فانتازم: مدمر (بالإنجليزية: Phantasm: Ravager) هو فيلم رعب تم إنتاجه في الولايات المتحدة وصدر سنة 2016 بطولة أنجس سكريم وآيه. مايكل بالدوين وريجي بانستر وهو الجزء الخامس من سلسلة أفلام «فانتازم».

## القصة
رحلة طويلة يقوم بيها «ريجي» في الصحراء بحثا عن صديقه «مايك» و«الرجل الطويل».

## روابط خارجية
- مقالات تستعمل روابط فنية بلا صلة مع ويكي بيانات